# Älghornslav
Älghornslav (Cladonia foliacea) är en lav som växer på öppen mark och i glesa skogar. Dess utbredning i Skandinavien är sydlig, laven förekommer i Danmark och södra till mellersta Sverige, samt i Norge och Finlands sydligaste kusttrakter. Älghornslaven kännetecknas av att det man ser av laven främst utgörs av en speciell sort bladlika bildningar, så kallade fyllokladier. Dessa är fingrade, grågröna på ovansidan och gulaktiga på undersidan. Det är sällan podetier (de uppstående utskott som är en del av fruktkroppen hos släktet Cladonia) bildas, men om podetier förekommer kännetecknas de av att de till utseendet är bägarlika. Höjden på podetierna kan vara upp till en centimeter.

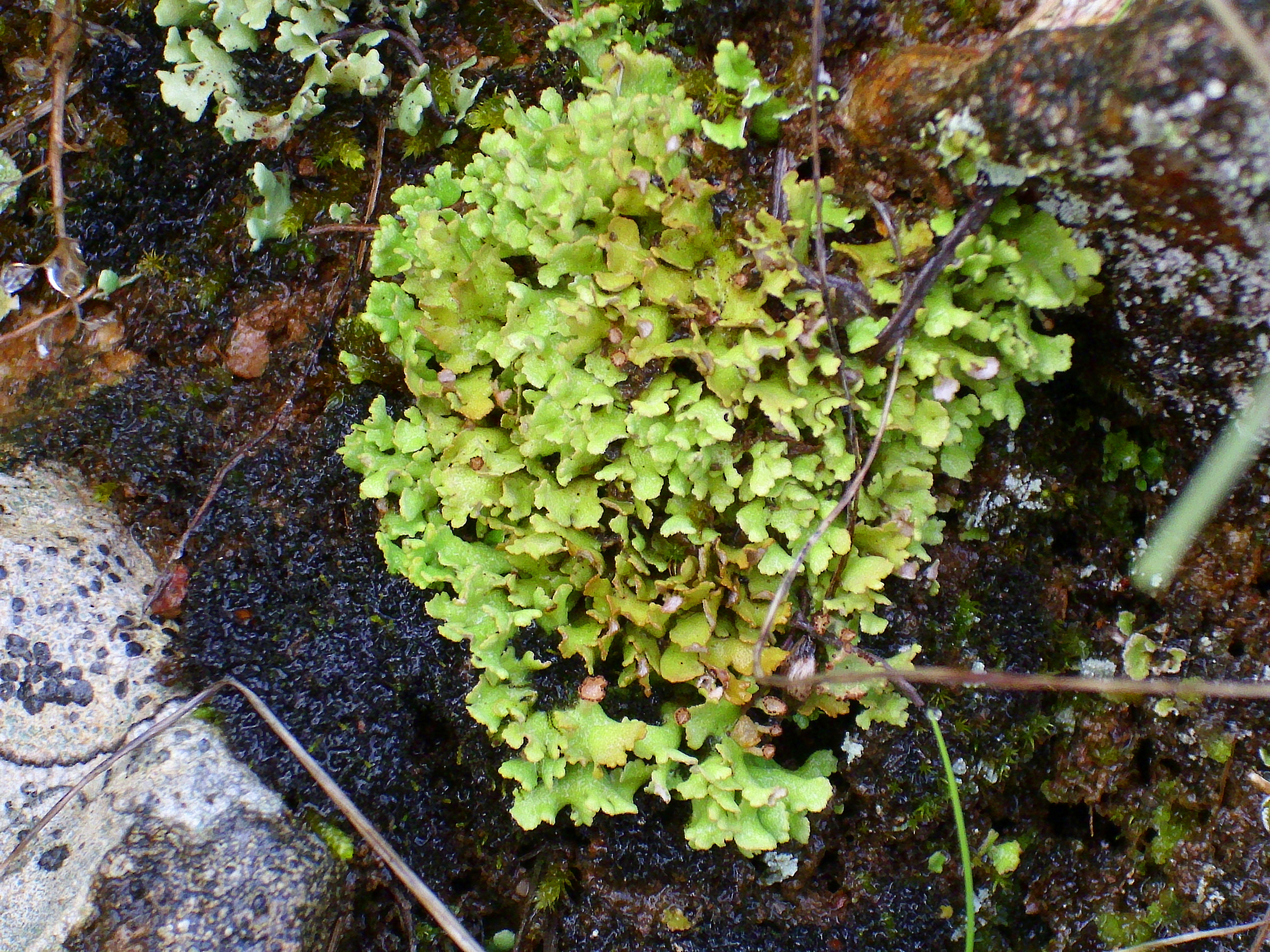